# Guillaume du Choul
Guillaume du Choul (Gulielmus Caulius), né à Lyon vers 1496 et mort à Lyon le 4 novembre 1560, est un « antiquaire » lyonnais réputé pour sa collection de médailles (monnaies antiques). Ses recherches sur la Rome antique, encouragées par François Ier, furent partiellement publiées de son vivant, dans des livres qui firent autorité jusqu'au XVIIIe siècle. Ne se limitant pas aux seules références des auteurs antiques, il innove en donnant valeur de documents historiques aux inscriptions lapidaires et aux monnaies antiques, qui illustrent abondamment ses ouvrages.

## Biographie

### Origine et vie familiale
Né dans une famille d'hommes de loi, sa famille n'est pas lyonnaise d'origine. Elle vient de la région de Rive-de-Gier, elle possède des terres à Longes et à Saint-Andéol-le-Château. Le grand-père de Guillaume vient à Lyon aux alentours de 1477, et ses fils font de bons mariages en ville, s'installant montée du Gourguillon . Le père de Guillaume, Pierre, est marchand et épouse Philiberte Scève. Il meurt entre 1493 et 1499, laissant l'éducation de son fils à son frère Guichard, qui a fait une carrière d'homme de loi comme maître des requêtes de Charles VIII. Son fils Jean sera un botaniste reconnu.
Nous ne savons rien de la jeunesse de Guillaume, ni même sa date de naissance. Il semble étudier le droit à l'Université de Valence (Drôme), mais les traces de son passage sont maigres ; il s'agit seulement d'une mention de son achat d'antiquités en 1516, découvertes à cette époque dans le tombeau d'une dame romaine, Justina.
Il est reçu docteur ès droits, sans que l'on sache où, avant 1522. À cette date, il est également pourvu de l’office de bailli du Dauphiné, ce qui l'amène à séjourner tantôt à Gap, tantôt à la cour du bailliage à Lyon,.
A Lyon, il possède en 1529 une maison au 27, montée du Gourguillon, adossée à la recluserie de la Madeleine. Sa maison est dénommée de "Beauregard", près de la place du même nom. Il est également à cette date marié avec Claire Faure, originaire de Valence, qui lui donne un fils nommé Jean. Celle-ci décède et il se remarie en 1532 avec Madeleine Allegrin, veuve de Nicholas de Sanzai, seigneur de Lucigny, et issue d'une famille de parlementaires parisiens. Sa seconde épouse donne naissance à deux enfants, Claude et Madeleine.
A la même époque, son cousin Jean fait un bon mariage en épousant Jeanne, la sœur de Maurice Scève. Guillaume est ainsi fortement associé à l'une des plus grandes familles de l'époque, les Scève. Il est pleinement intégré au sodalitium lyonnais qu'animent entre autres Maurice Scève et sa famille.

### Vie intellectuelle
Il est ainsi membre du cercle humaniste de Lyon. Le poète Gilbert Ducher lui dédie une épigramme publié en 1538. Il connaît intimement le juriste Jean de Boyssoné et Etienne Dolet ; ce dernier faisant l'éloge de la collection de médailles de Guillaume du Choul, ainsi que l'ouvrage de Guillaume aurait écrit : « de antiquorum Imperatorum imaginibus ».
Il est contact étroit avec Gabriel Simeoni qui traduit plusieurs ouvrages de Choul en italien, dont les Bains des Romains.

### Vie professionnelle
Le 25 octobre 1523, il fut nommé maître des requêtes ordinaires du dauphin, mais il paraît qu’il n’a pas exercé cette charge. Avant 1522, il épousa Claire Faure, de Valence, qui lui donna un fils, Jean, puis il se remaria le 22 avril 1532 à Paris, avec Madeleine Allegrin, dont il eut un second fils, Claude, et une fille, Madeleine. Guillaume du Choul était le cousin germain du poète Maurice Scève, qui fut témoin au mariage de sa fille le 22 avril 1563. Il était également apparenté à l’humaniste siennois Claudio Tolomei par le mariage de sa cousine Sybille Sève. L’activité de Du Choul comme bailli des Montagnes est mal connue, mais il est certain qu'il passait à Gap la plus grande partie de l'année. En revanche, comme antiquaire, il est documenté en 1536-1538, grâce aux témoignages de lettrés qui avaient suivi la cour à Lyon, puis de 1546 à 1556, période sur laquelle nous sommes renseignés par ses œuvres.

## Collections
La tradition explique sa vocation de collectionneur d'objets antiques, qualifié d'antiquaire à l'époque, par le déterminisme du sol, puisqu’il résidait au Gourguillon, un quartier de Lyon réputé riche en vestiges archéologiques. Rien ne permet de vérifier cette intuition des biographes lyonnais, mais nous observons que la première manifestation de sa curiosité pour les antiquités se produisit à Valence en 1516, et l’on peut penser que le milieu universitaire n’était pas étranger à cet intérêt. De plus, l’ampleur de son réseau de correspondants en France et en Italie le mettait à même de recevoir de nombreuses pièces que le sol de sa patrie n’aurait sans doute pas suffi à lui fournir. Du Choul ne possédait sans doute ni statues ni inscriptions antiques. Ses collections étaient néanmoins célèbres dès 1537, non seulement pour le médaillier, collection de monnaies grecques et romaines, l'une des premières documentées en France, mais encore pour les recueils d’images par lesquels, au dire de ses contemporains, il redonnait vie à l’antique Rome. On comprend donc l’intérêt documentaire de cet ensemble, que venait compléter une bibliothèque où les publications récentes des antiquaires italiens avaient leur place. D’après un témoignage plus tardif (1555), Du Choul possédait également des coquillages rares, et d’autres objets achetés à grands frais, ce qui montre que ses collections prenaient l’aspect d’un cabinet de curiosités, tel qu’on se le représente généralement pour le XVIIe siècle. L’ensemble consistait en effet en livres imprimés, en manuscrits littéraires (dont peut-être un Boccace florentin du XVe siècle), en estampes, en dessins, en monnaies, médailles et plaquettes, en gemmes et en coquillages.
Quelques livres provenant de sa bibliothèque personnelle portent son ex-libris ou ses armes peintes, qui se blasonnent : de gueules à deux fasces d’argent et une tête de lion d’or arrachée et posée en chef. Ce sont par exemple :
- Roman de la Rose [BnF, ms. français 1570 [8] : armes peintes au titre avec ex-libris « CE ROMANS . EST : A . MESSIRE : GVILLAVME . / CHOVL . BAILLY . DES : MONTAIGNES . DV . DAVLPHINE. »
- Pline l'ancien, Historia mundi, Bâle, Froben, 1525 [collection particulière, anciennement bibliothèque des ducs de Luynes) : armes de Du Choul peintes au titre sur la marque typographique.

## Œuvres

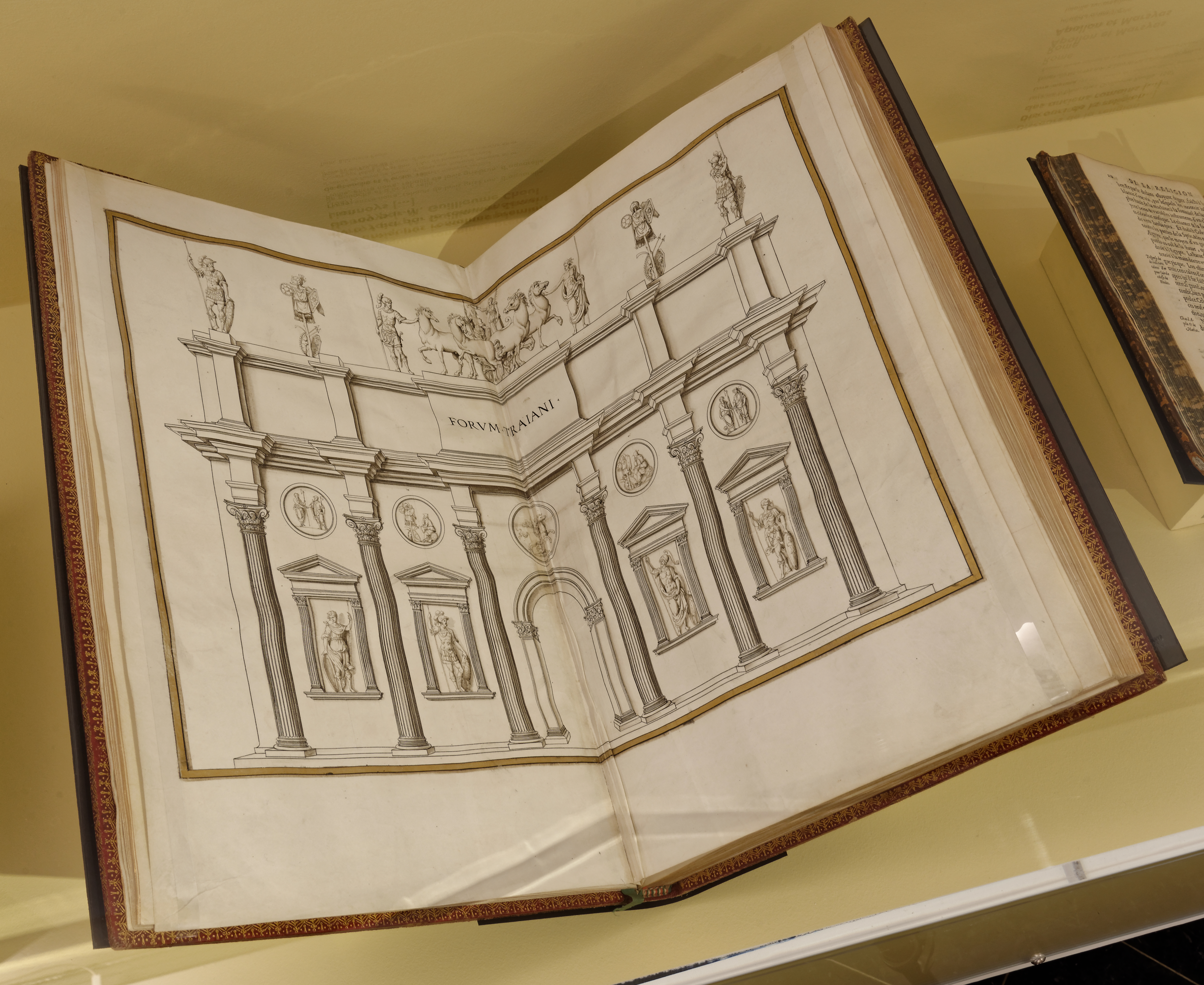
Premier livre manuscrit des Antiquités romaines de Guillaume du Choul, folio 8 et 8bis : l'arc de triomphe servant d'entrée du forum de Trajan, d'après une monnaie d'or

Ses premiers ouvrages sont restés manuscrits, vers 1538-1540 (ou 1547), il dédie à François Ier, représenté en empereur, le premier livre des Antiquités romaines, série de biographies des empereurs romains, qui digresse sur de nombreux aspects de la civilisation romaine. Un autre manuscrit Des bains est offert au nouveau roi Henri II. Le De re nautica, vers 1548-1550, traite de la navigation antique. 
Les principales publications de Guillaume du Choul concernent trois aspects de la civilisation antique : l'art de construire les camps militaires (castramétation), les thermes et la religion romaine, sous trois titres : Discours sur la castrametation et discipline militaire des Romains, Des bains et antiques exercitations grecques et romaines et De la religion des anciens Romains, qu'il rédige en 1555 et 1556 et qu'il fait imprimer à Lyon par Guillaume Rouillé. Son ami Gabriel Simeoni en fait la traduction en italien.
Guillaume du Choul s'appuie sur une documentation manuscrite qu'il s'est préalablement constitué mais dont il ne reste pas de trace, comme ses douze livres des Antiquitez de Rome, De la nature des dieux et Des epigrammes de toute la Gaule, un recueil d'inscriptions latines. Il fait aussi référence aux auteurs antiques publiés à son époque, surtout les Romains, renvoyant à Pline l'Ancien, Virgile, Ovide, Cicéron, Tite-Live, et quelquefois aux Grecs Pausanias, Plutarque, Denys d'Halicarnasse et Strabon. Son originalité est de compléter ces sources littéraires par les informations qu'il tire des inscriptions et des monnaies antiques, dont des centaines de reproductions illustrent ses ouvrages. Son Discours sur la religion des anciens Romains est un recueil commenté de types monétaires à thème religieux, basés sur des pièces authentiques comme sur des faux ou des inventions. Par exemple pour illustrer le culte de Diane  :

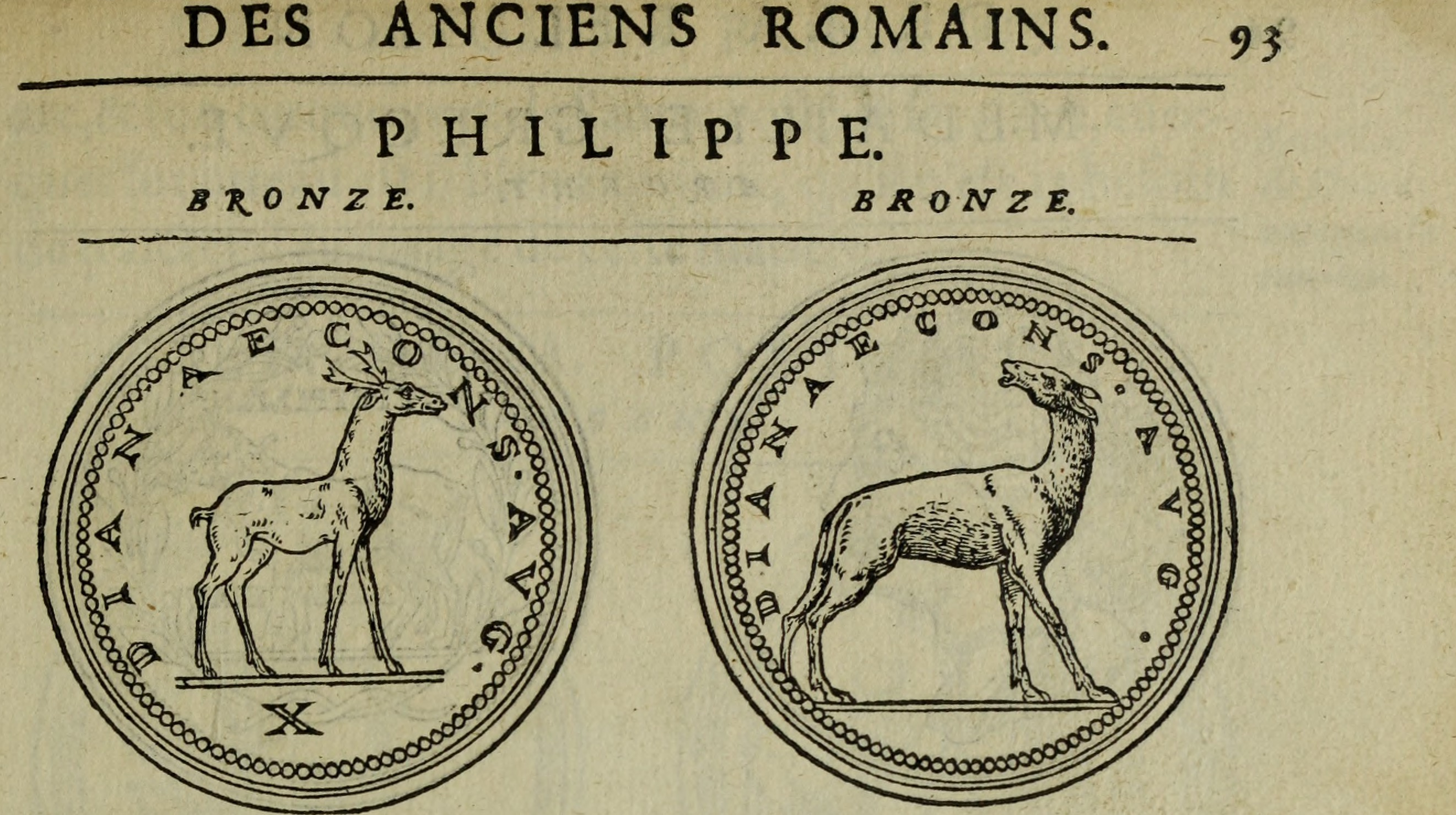
Dessin de monnaie de l'empereur Philippe l'Arabe, légende fictive DIANAE CONS AVG
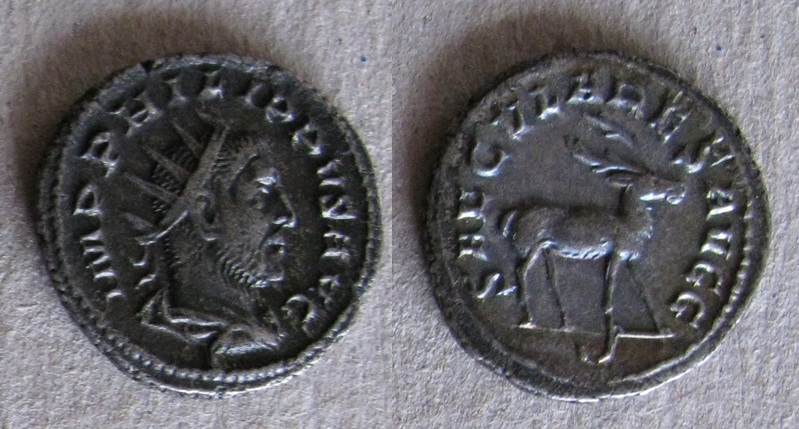
Monnaie authentique, même dessin, légende SAECVLARES AVGG

- De antiquorum imperatorum imaginibus, ms. non retrouvé (rédaction jusqu’en 1538 au plus tard).
- Des antiquités romaines premier livre, Turin, Biblioteca Reale, ms. varia 212 (fait par le commandement du roi, rédaction de 1538 (?) à 1547).
- Douze livres des antiquitez de Rome, ms. non retrouvé (rédaction de 1538 (?) à 1555 au plus tard).
- Discours sur la castrametation et discipline militaire des Romains, Lyon, G. Rouillé, 1554 (rédaction de 1546 au plus tard à 1554 au plus tard).
- Des bains et de la palestre, BnF, ms. fr. 1314 (rédaction de 1546 au plus tard à 1547).
- Des bains et antiques exercitations grecques et romaines, Lyon, G. Rouillé, 1554 (fait par le commandement du roi, rédaction de 1546 au plus tard à 1554 au plus tard).
- Discours sur la religion des anciens Romains, Lyon, G. Rouillé, 1556 (rédaction de 1546 au plus tard à 1556 au plus tard).
- Des epigrammes de toute la Gaule, ms. non retrouvé (rédaction de 1546 au plus tard à 1556 au plus tard).
- De re nautica, University of Minnesota library, James Bell collection (rédaction vers 1550 ?).
- Epistre consolatoire… envoyee a illustre dame, ma dame de Chevrieres, Lyon, J. Temporal, 1555, BnF, Ln27-4235 (rédaction en 1555).
- De imaginibus, sive de natura deorum, ms. non retrouvé (rédaction jusqu’en 1556 au plus tard).
- Des animaux feroces et estranges, ms. non retrouvé (fait par le commandement du roi, rédaction jusqu’en 1556 au plus tard).